# Ellen Anckarsvärd
Anna Lovisa Eleonora (Ellen) Anckarsvärd, född Nyström 10 december 1833 i Stockholm, död 3 december 1898, var en svensk feminist.

## Biografi
Anckarsvärd var dotter till Per Axel Nyström. Hon bildade 1873 tillsammans med Anna Hierta-Retzius den första organiserade svenska kvinnosaksföreningen, Föreningen för gift kvinnas äganderätt, där hon, enligt Hierta-Retzius, med sitt intellekt och effektivitet blev föreningens centrum. Hon var också med och grundade Fredrika-Bremer-förbundet 1884 och blev 1896 dess första kvinnliga vice ordförande; hon beskrivs som arvtagare till Sophie Adlersparre. Enligt Ellen Key var inget juridiskt problem eller praktiskt fråga för svår för henne, och hon var en god organisatör.
Hon ingick också i ekonomiutskottet i Handarbetets vänner och valdes 1896 till första ordförande i det nybildade Svenska kvinnors nationalförbund, som 1898 anslöts till The International Council of Women.
Hon var gift med intendent Wilhelm Theodor Anckarsvärd (1816–1878) och var mor till envoyé Cossva Anckarsvärd.